# Payload Launch Vehicle

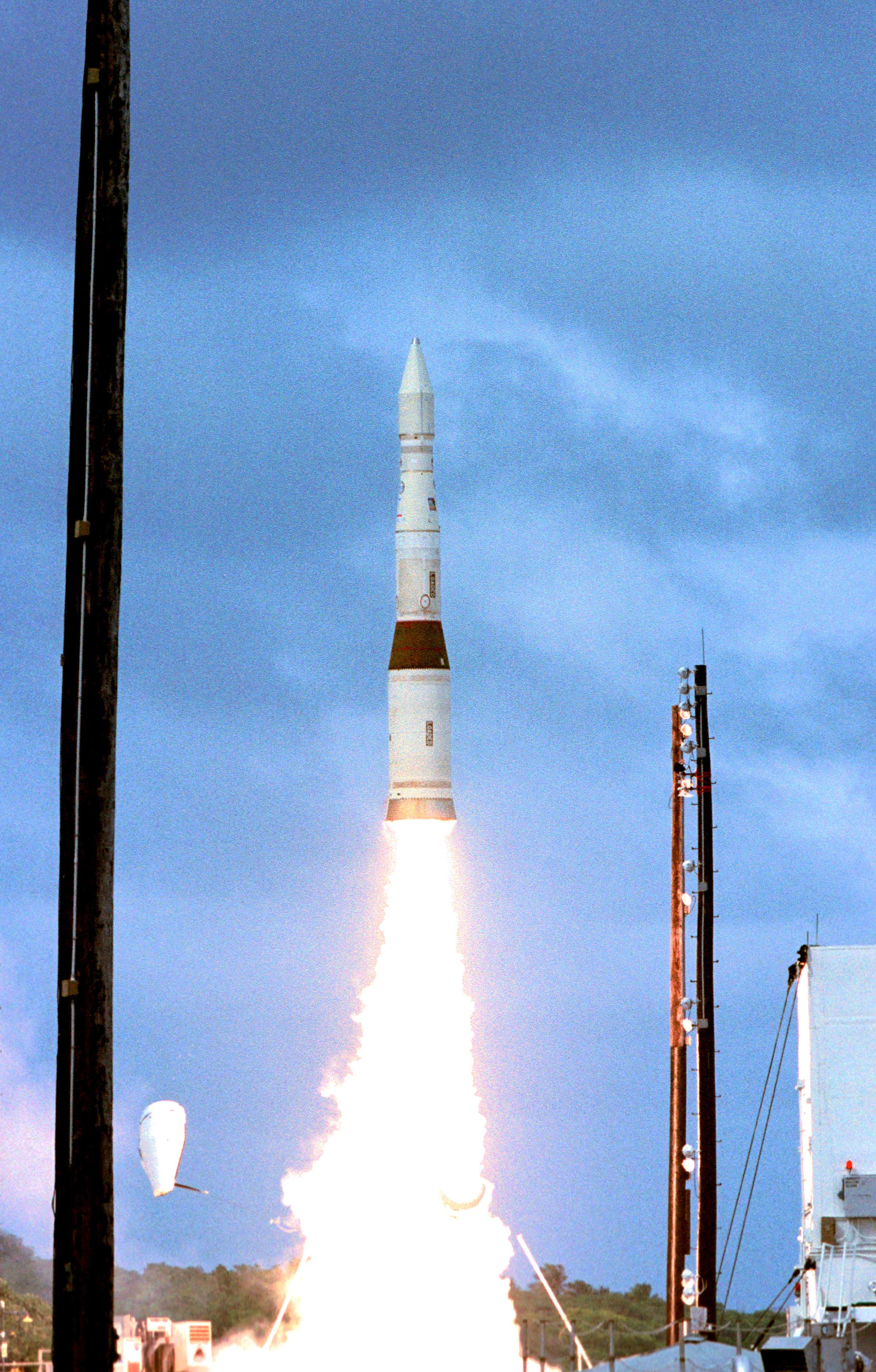
Start einer PLV-Rakete mit einem Prototyp des Exoatmospheric Kill Vehicles

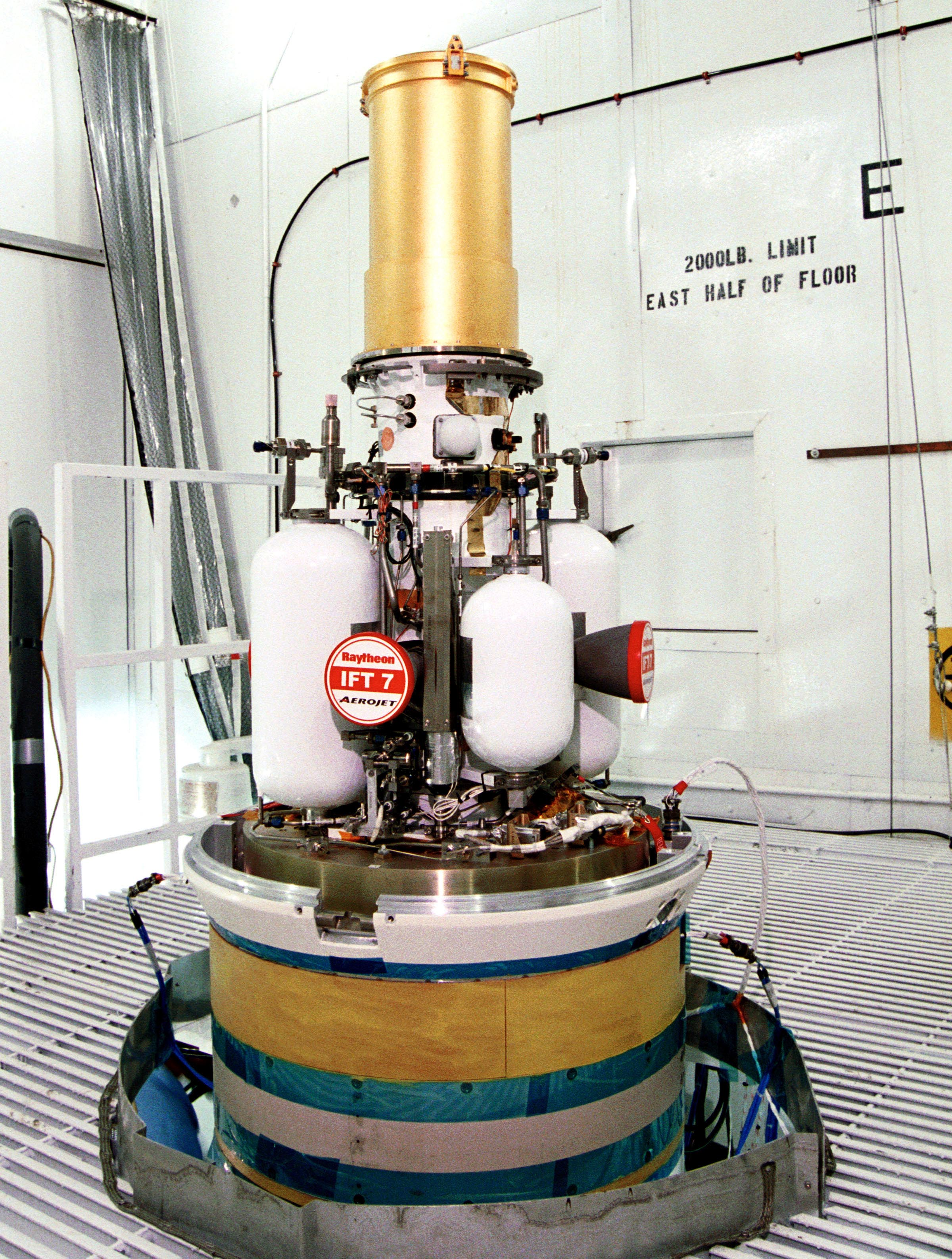
Prototyp des Exoatmospheric Kill Vehicles

Payload Launch Vehicle (kurz PLV, dt. Nutzlast-Start-Träger) war eine suborbitale Erprobungsrakete für die Raketenabwehr-Gefechtsköpfe der National Missile Defense.

## Aufbau
Die PLV-Rakete besteht aus der zweiten (SR-19) und dritten Stufe (M-57A1) von abgerüsteten Minuteman-II-Interkontinentalraketen, die von Lockheed Martin und dem Unterauftragnehmer Space Vector Corporation umgerüstet wurden. Anstelle des ursprünglichen nuklearen Sprengkopfs der Minuteman-Rakete verwendet die PLV einen in eine Nutzlastverkleidung eingeschlossenen kinetischen Gefechtskopf. Dieser als Exoatmospheric Kill Vehicle bezeichnete Gefechtskopf wird außerhalb der Erdatmosphäre von der PLV-Rakete abgetrennt und manövriert sich auf einen Kollisionskurs mit dem anfliegenden Sprengkopf.
Alle Starts erfolgten von einem aus einem Raketensilo bestehenden Startkomplex auf Meck Island im Kwajalein-Atoll. Von 1997 bis 2002 fanden insgesamt zehn Starts statt, davon zwei Fehlschläge.
Für das operationelle Ground-Based Interceptor-System wurde mit der OBV-Rakete eine neue Startrakete entwickelt.
Ähnliche Raketen, die ebenfalls auf der Kombination aus SR-19- und M-57A1-Stufen der Minuteman-II-Rakete bestehen, sind die von Coleman Aerospace modifizierte Hera-Zieldarstellungsrakete und die von Orbital Sciences Corporation modifizierte SR-19 M-57A1.

## Starts
| Nr. | Startdatum        | Test   | Erfolg                                                     |
| --- | ----------------- | ------ | ---------------------------------------------------------- |
| 1   | 23. Juni 1997     | IFT-1A |                                                            |
| 2   | 15. Januar 1998   | IFT-2  |                                                            |
| 3   | 3. Oktober 1999   | IFT-3  |                                                            |
| 4   | 19. Januar 2001   | IFT-4  |                                                            |
| 5   | 8. Juli 2000      | IFT-5  | Teilerfolg; Kinetischer Gefechtskopf wird nicht abgetrennt |
| 6   | 15. Juli 2001     | IFT-6  |                                                            |
| 7   | 4. Dezember 2001  | IFT-7  |                                                            |
| 8   | 16. März 2002     | IFT-8  |                                                            |
| 9   | 15. Oktober 2002  | IFT-9  |                                                            |
| 10  | 11. Dezember 2002 | IFT-10 | Teilerfolg; Kinetischer Gefechtskopf wird nicht abgetrennt |